# 澳大利亚国会
联邦议会，通称澳大利亚议会（Parliament of Australia），是澳大利亚联邦政府的两院制立法机构。澳大利亚议会的建制在很大程度上沿袭了英国西敏制，同时也部分受到了美国国会選舉制度的影响。根据《澳大利亚宪法》第一章，议会由三部分组成：澳大利亚君主、澳大利亚参议院和澳大利亚众议院。君主不在澳洲时，其任命的联邦总督代表君主实行君主的职能，包括君主作为议会一部分的立法职能。
澳大利亚众议院（House of Representatives）目前由150个选区的议员组成。《宪法》规定众议院议员必须（大约）是参议院议席数的两倍。由于众议院选区按照法律须大约按照均等人口分配，因此随着总人口和各州人口的增减会时有调整。最近一次是1984年大选时，众议员的数量从125席大幅增至148席，1993年降至147席，后于1996年回升至148席，并从2001起保持在150席，2019年再增一席至今。選舉制度為排序複選制，每个选区以强制投票的方式选举一名议员。澳大利亞眾議院有一位議長（Speaker of the House of Representatives）。
澳大利亚参议院（Senate）目前由76名议员组成：每个州12名加上北领地和首都领地各2名，每个州或领地在大选中作为一个选区投票。参议员的选举方式为比例代表制投票。澳大利亞參議院有一位議長（President of the Senate）。
按照惯例，得到下议院多数议员支持的党派是执政党，其领袖出任总理。两院议员在位于堪培拉议会山的澳大利亚议会大厦内的两个分别的议事厅开会议事。第一届议会于澳大利亚联邦成立当年的1901年5月9日开幕。

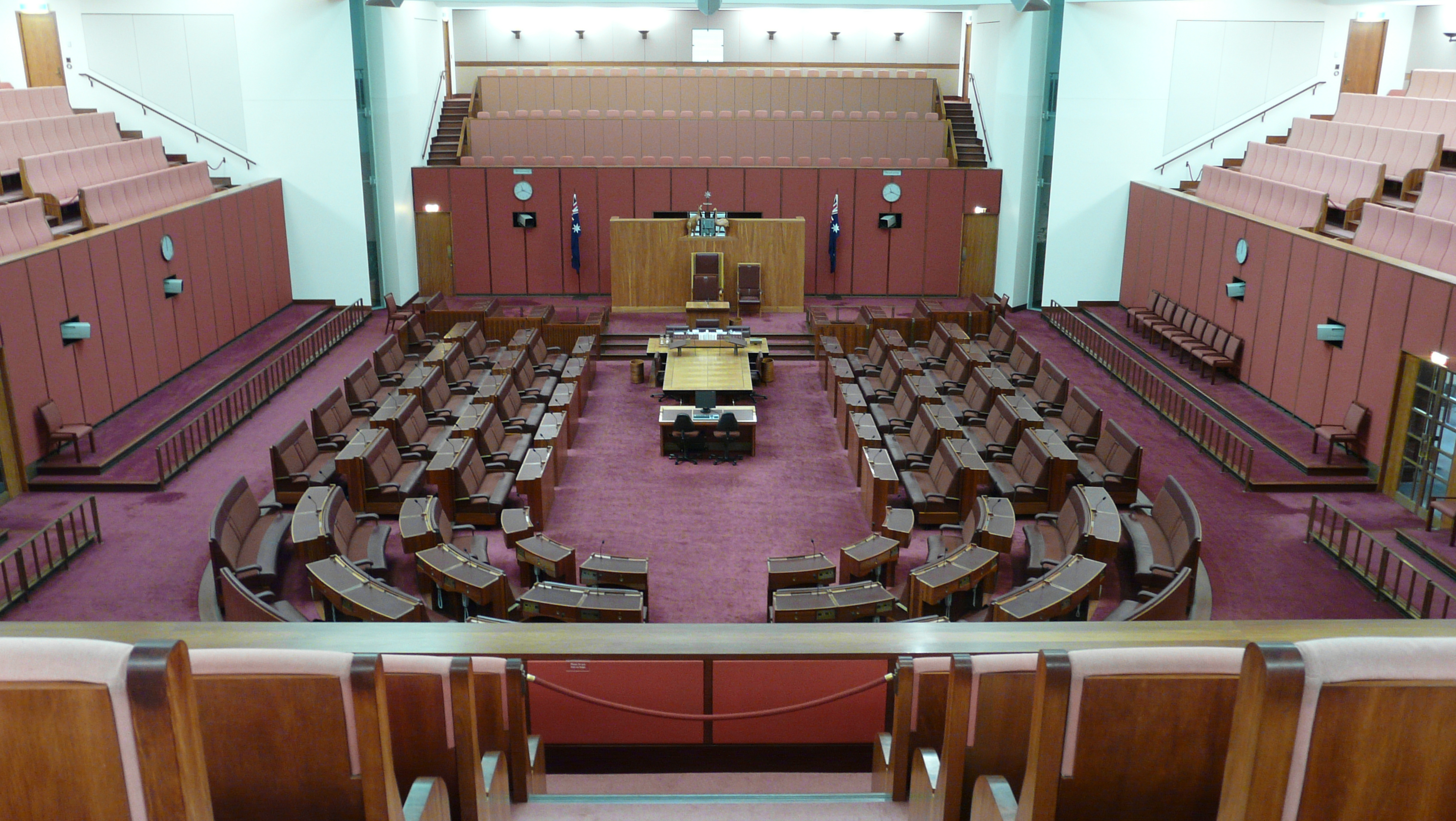
澳大利亚上议院议事厅
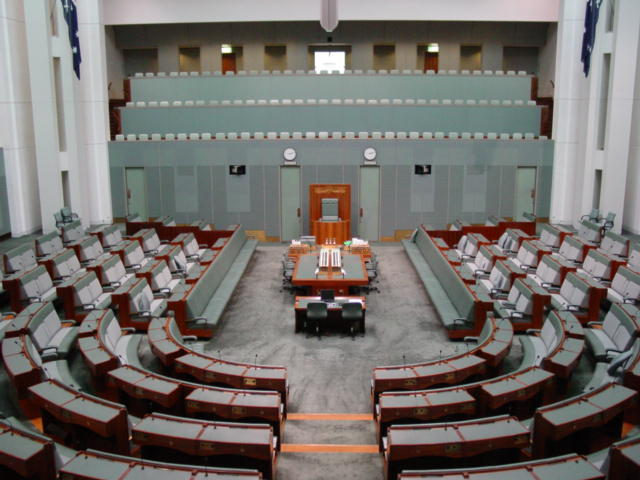
澳大利亚下议院议事厅

## 历史
澳大利亚联邦议会由1901年5月9日在墨尔本成立。当时在墨尔本市内能够容纳一萬四千名来宾的场所只有皇家展览馆（Royal Exhibition Building）。在此之后，联邦议会向维多利亚州议会借用议会大楼（即墨尔本议会大厦），并从1901年至1927年在此议事。议会于1927年5月9日迁至新首都堪培拉，议场也随之迁至到现今的旧国会大厦的厅所议事。虽然开始只是打算暂时在此办公，可事实上在随后的60多年里它一直充当议会大厦的角色。
目前的澳洲議會大廈于1988年5月9日启用。

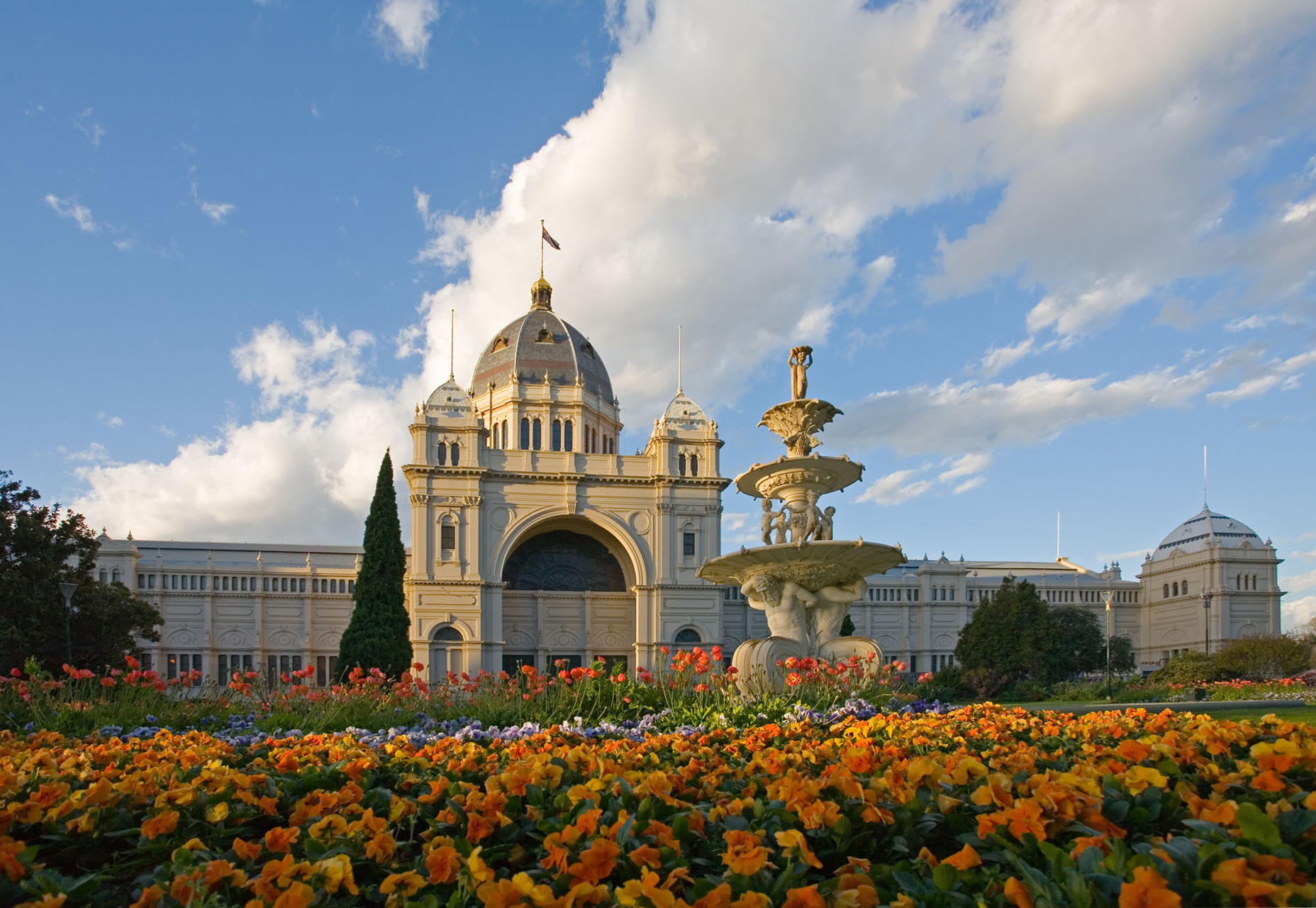
皇家展览馆（1901年议会第一次会议会场）
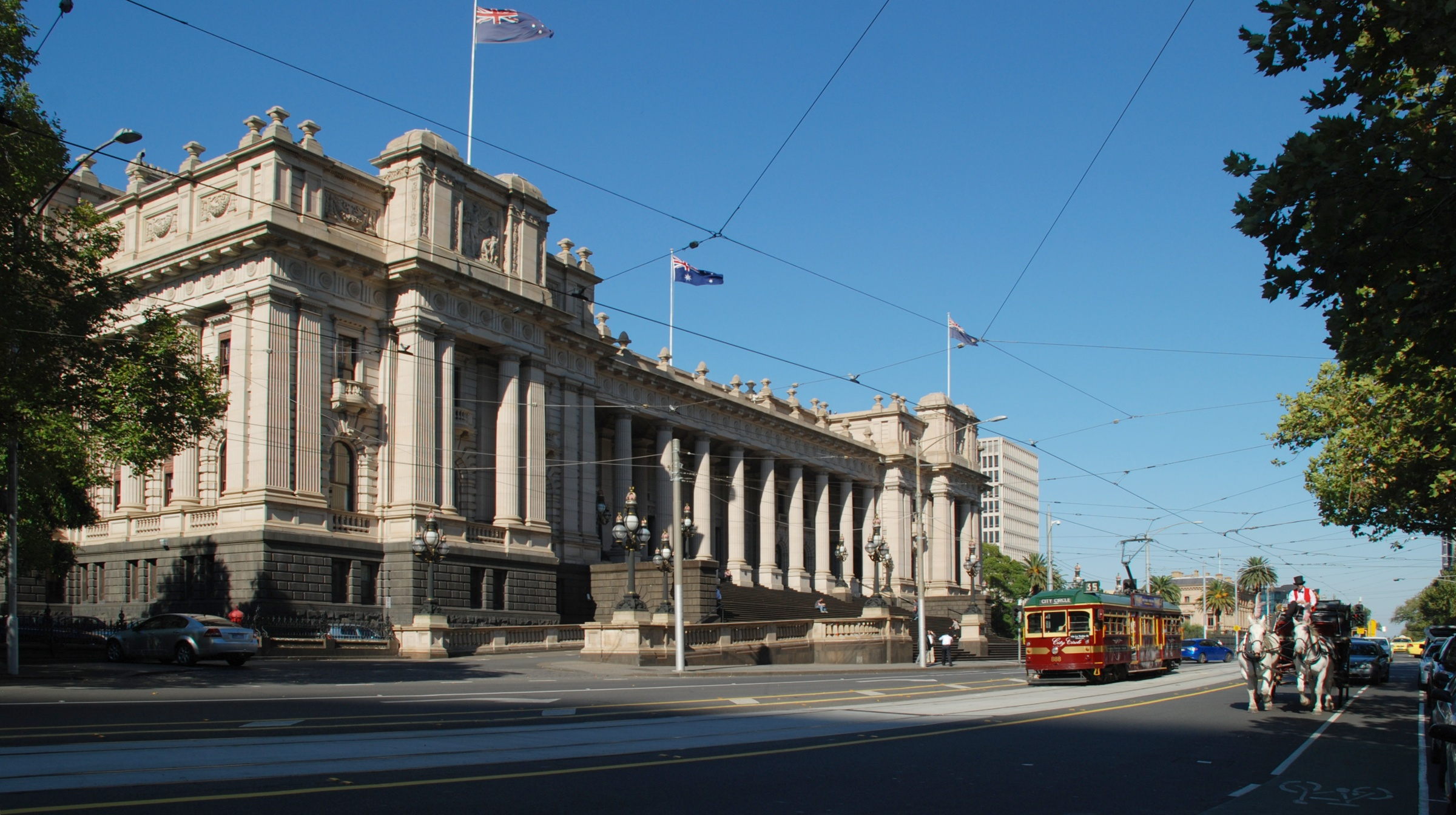
墨尔本议会大厦（1901-1927年议会驻地）
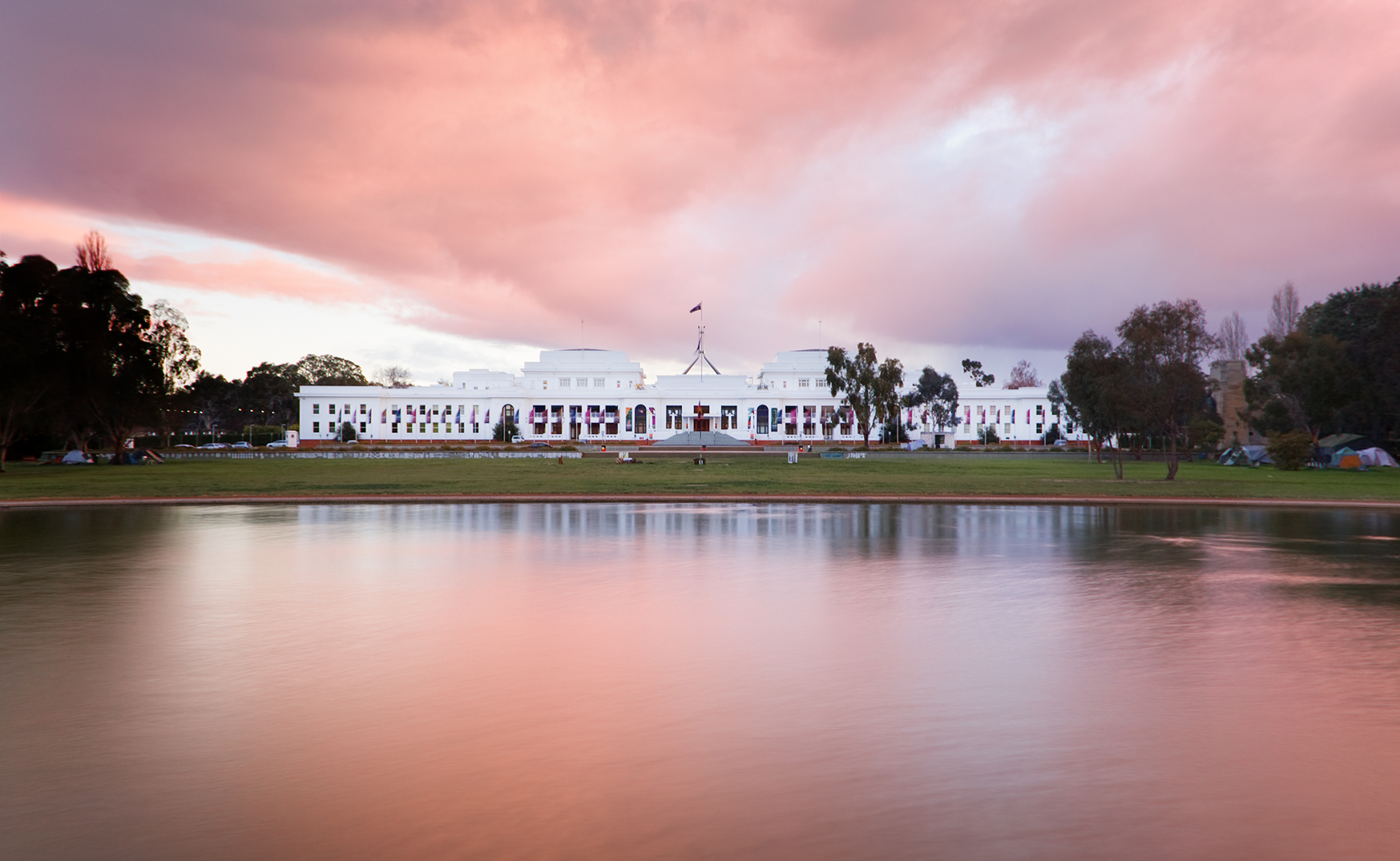
旧国会大厦（1927-1988年议会驻地）
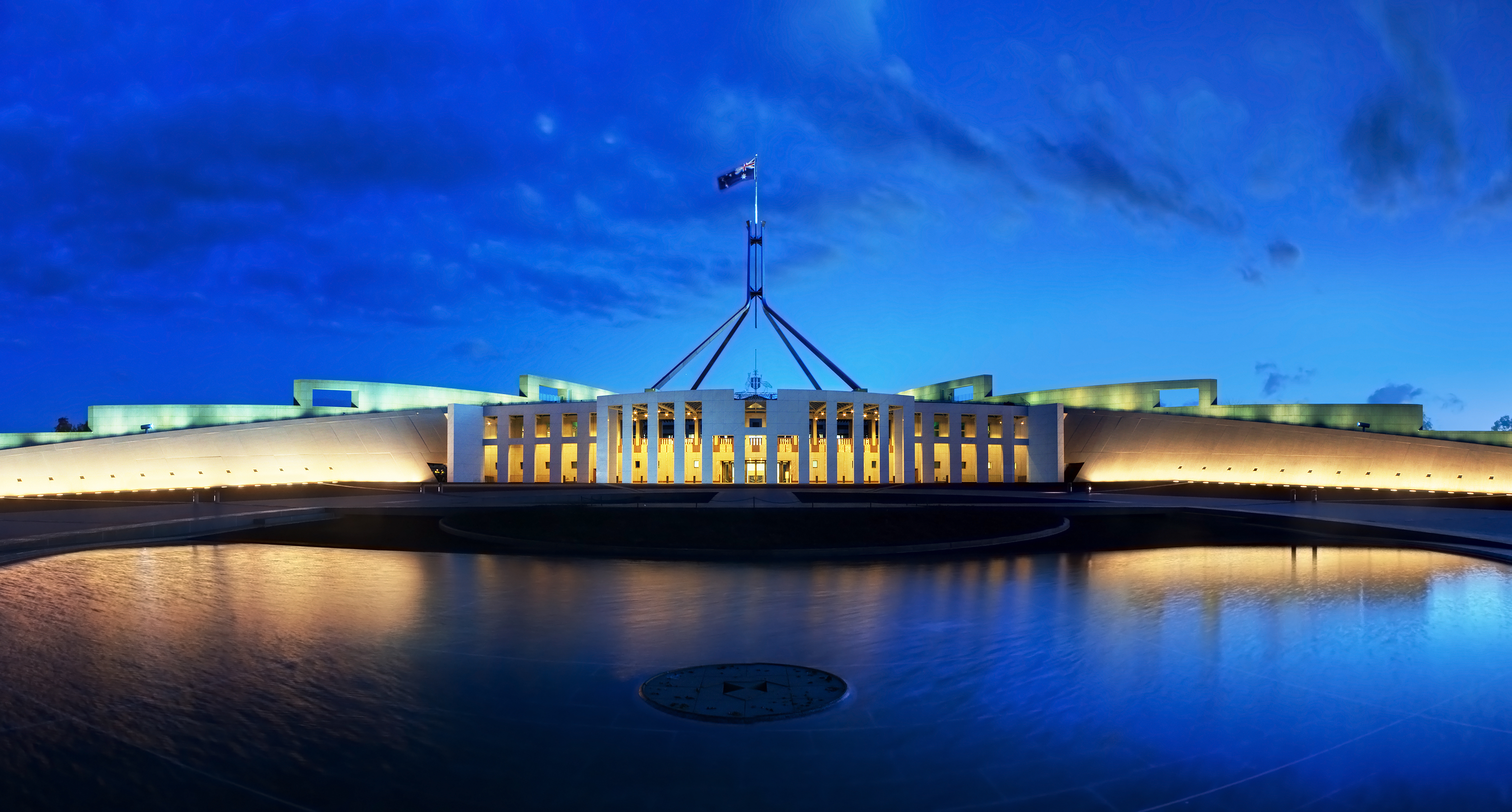
澳大利亚议会大厦（1988年至今议会驻地）

## 组成

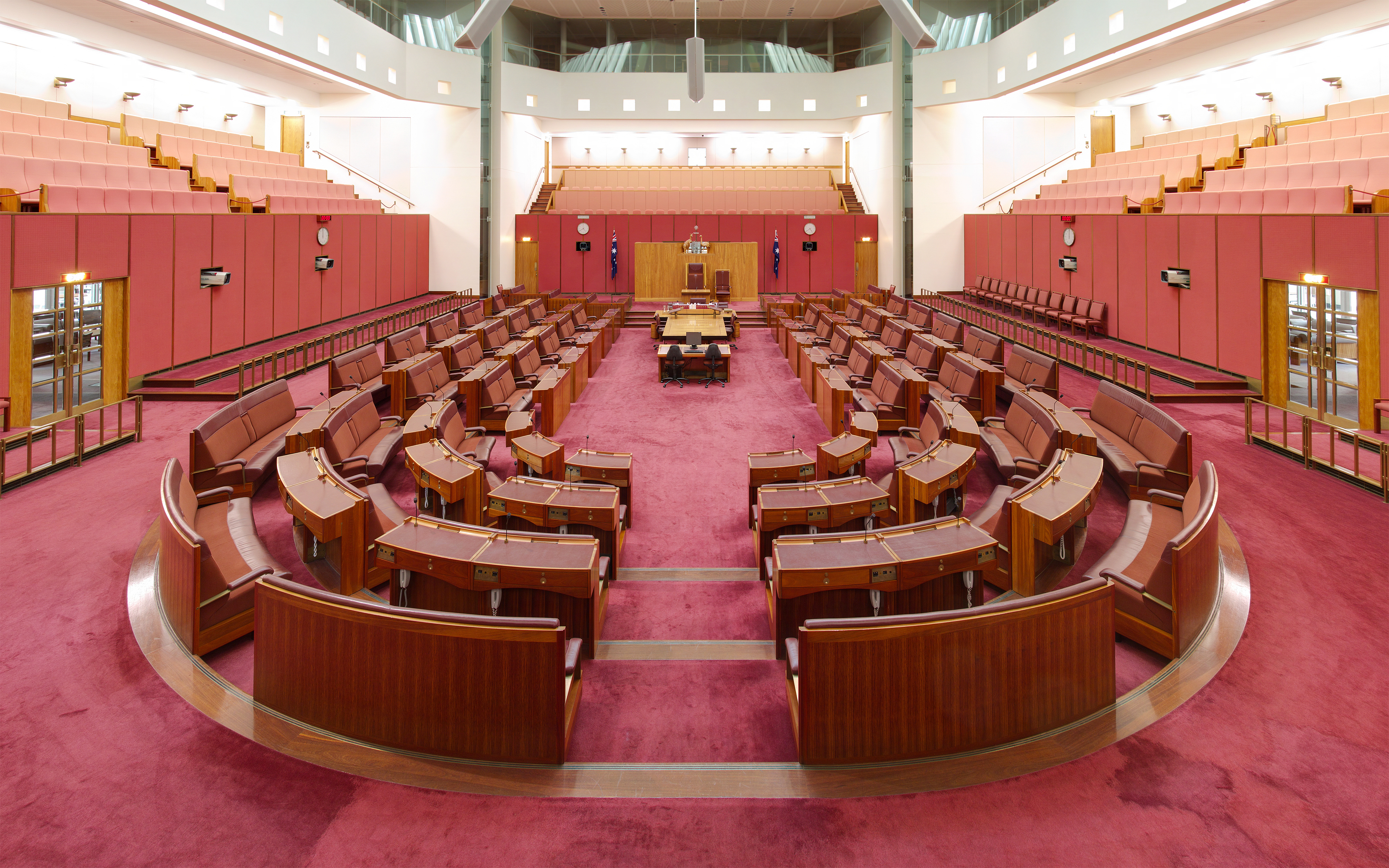
澳大利亚参议院議事廳

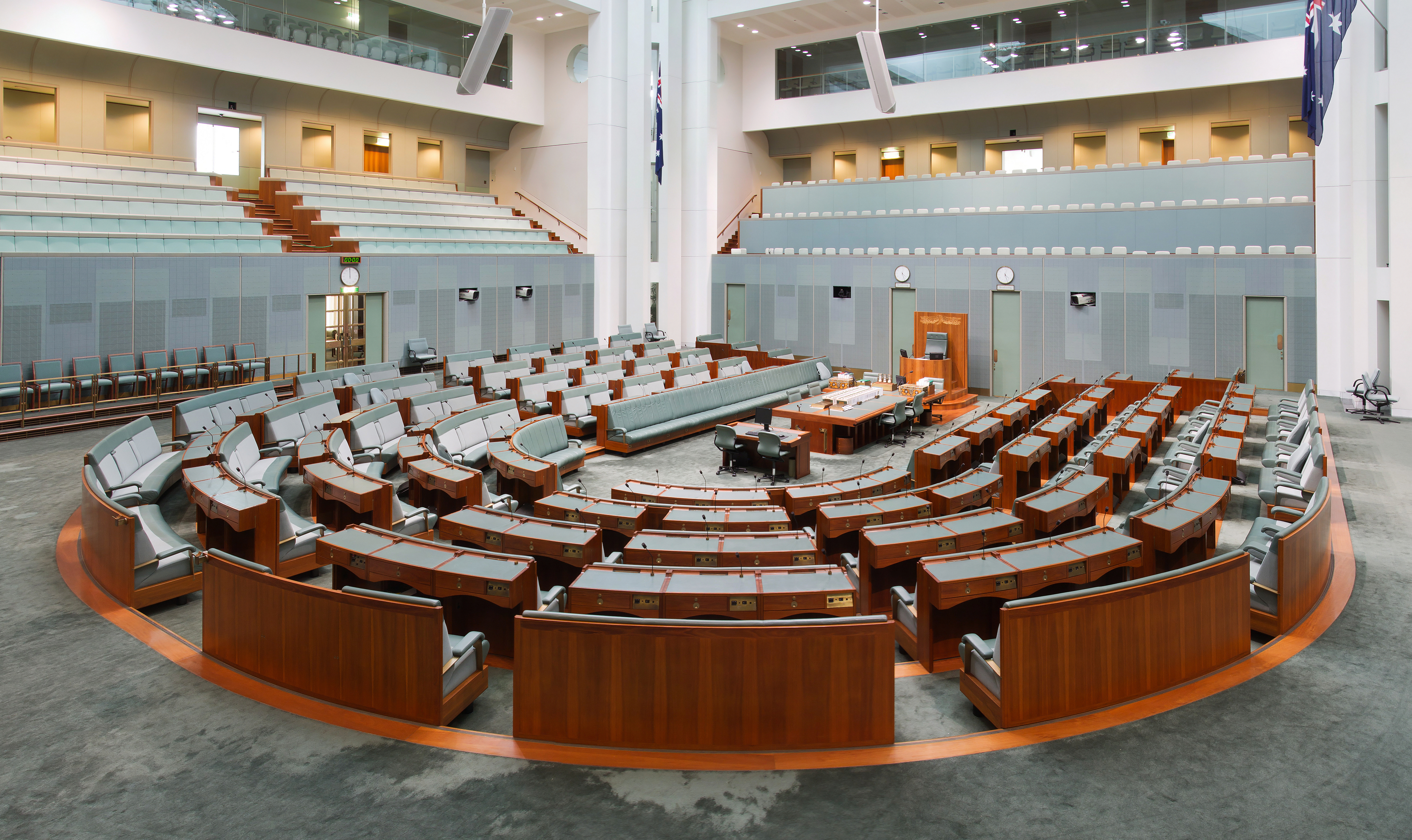
澳大利亚众议院議事廳

根据澳大利亚宪法第一章，君主是构成议会的一部分。总督由君主根据聯邦總理的建议而任命，并作为君主的代表按照宪法行使英王授予的权力。具体地说，宪法给与总督批准、拒绝批准或留待君主亲裁议案的权力。尽管如此，按照现代的澳大利亚宪政惯例总督在行使立法职责时完全遵照总理的建议，而不会自主行使这些特权。
澳大利亚议会的上议院是参议院，由76名参议院议员组成。基于效法美国参议院制度，澳大利亚宪法参照美国制度规定每个州不论人口大小都应有等同数目的参议员，因此参议院也被称作“诸州之院”。依照宪法，议会在保证六个创始州（即今天的六个州）平等代表的基础上可以制定法律来决定参议院议员的人数，但每个创始州的参议员不得少于六个，但这些规定不适用于新建州或领地。在此宪法框架下，联邦议会可以立法规定参议院议席的分配。1973年联邦议会修改法律，允许各领地选举代表该领地的参议员（高度自治的诺福克岛除外）。目前两个人口较多的领地，北领地和首都领地分别选举各两名参议员，其中北领地参议员同时代表较小的圣诞岛和科科斯群岛领地，首都特区参议员同时代表杰维斯湾地区。各州的参议员名额则在1949年由宪法规定的六名增加到10名，以后又在1984年增加到12位一直至今。
澳大利亚议会可以决定众议院议员的数目，不过宪法要求这个数目必须“应尽可能地为参议员人数的两倍”。这个要求一般被称之为“关系条款”，因此目前众议院由150位议员组成。每个州根据人口数目分配议席；不过宪法保证每个创始州不管大小至少拥有5个议席。宪法不保证各地区的议席数额。议会于1922年和1948年分别准予1个北领地和1个首都领地议席，但是这些地区代表在1968年以前只有有限表决权。
从1901年至1949年，众议院由74或75名议员组成（参议员为36名）。从1949年至1984年，众议院议员人数在121至127人之间（参议员为60人直到1975年升至64人）1977年最高法院遵循关系条款，指令众议院议员人数由127人减少到124人。1984年参众两院扩大；其后众议院议员人数在148人至150人之间（参议员为76人）。
一部分人在他们的议员生涯中曾经在不同时间当选过参众两院议员（截至止2009年7月一共有44人，其中40位为男性，4位为女性）。
澳大利亚宪法禁止“外国”（foreign power）的公民在参众两院出任议员。澳大利亚高等法院1999年在一个具有里程碑意义的案件中（Sue v Hill）裁定尽管起草宪法时所有澳大利亚人都属于英国臣民，但由于1901年以来的宪政演变，特别是《1986年澳大利亚法令》切断了澳大利亚和英国的最后宪政联系后，对澳大利亚来说英国已成为“外国”，持澳大利亚和英国双重国籍的人因此不可当选议会议员。

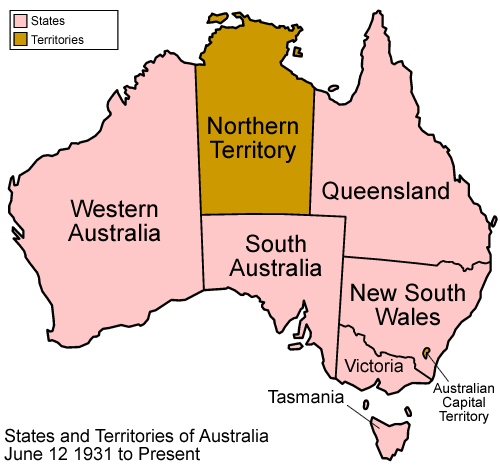
澳大利亚行政区划

## 程序

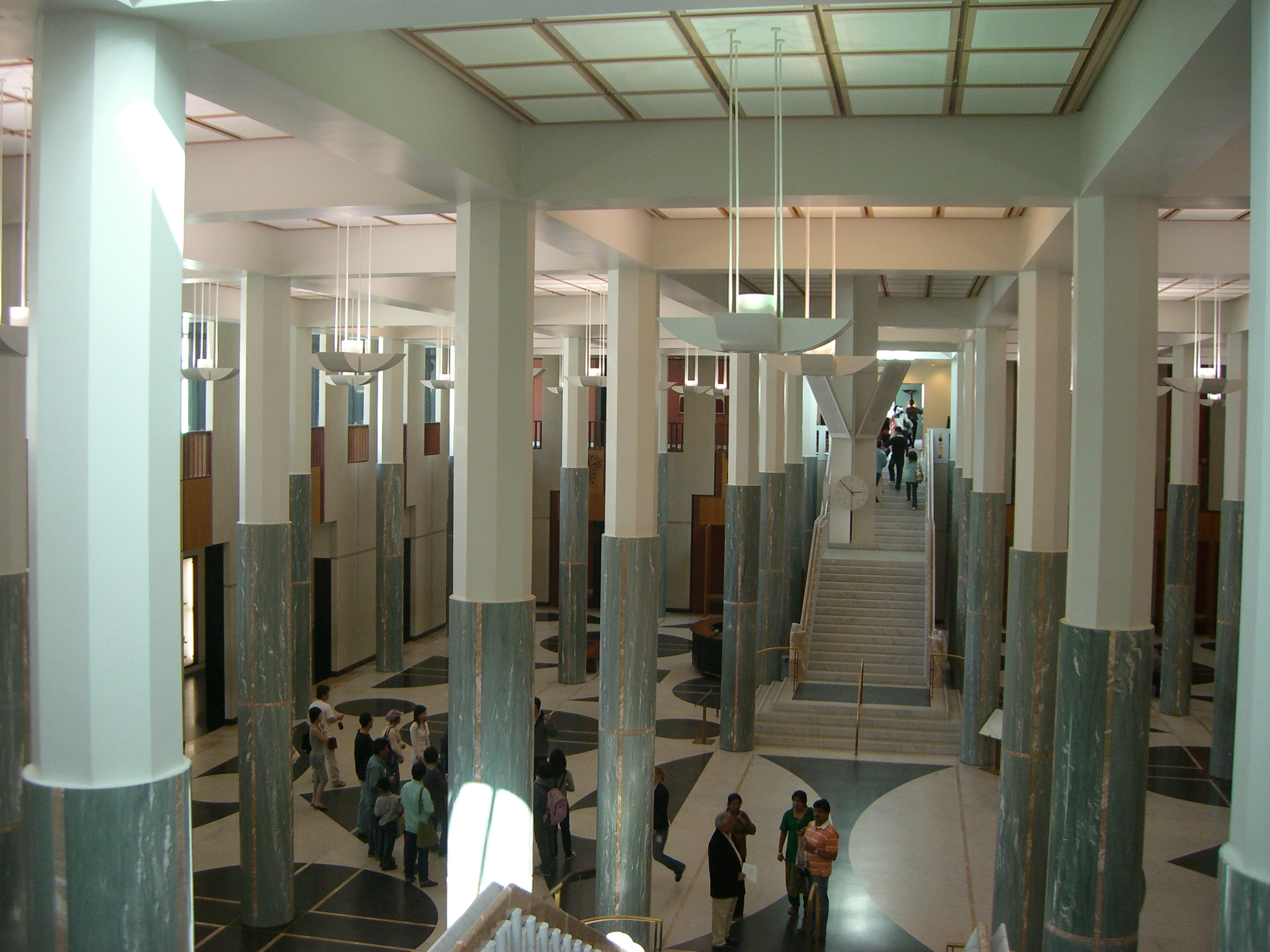
议会大厦门厅

参众两院需各选一名会议主持。会议主持在参议院被称为会议主席，而在众议院则被称为会议议长。会议主持由无记名投票的方式选定。按照惯例主席和议长都由执政党议员担任，不过作为会议主持在监督辩论时要以公正的方式执行规定。
宪法批准议会有权规定参众两院的有效法定人数。众议院的法定人数为所有众议院议员的五分之一（30人）；参议院的法定人数为所有参议院议员的四分之一（19人）。理论上说如果议会的在座议员没有达到法定人数则应当终止议事。实际上议员们为了能够在另外一些议员未出席的情况下对例行议案进行辩论一般同意忽略法定人数。有时反对党会用“法定人数不足”为策略来干扰执政政府，或推迟议案进程，尤其当反对党认为自己在议院内被不平等对待时。执政党的党鞭有责任以督促党内议员出席的方式来保证有效法定人数。
参众两院可以以呼声表决的方式来决定提议：会议主持提出待表决问题，经过听“是（Aye）”和“否（No）”的呼喊声后宣布结果。会议主持所宣布的结果将决定表决结果，除非有至少两位议员要求将赞成和反对的议员分成两组进行重新表决或记录表决。在这种情况下议会的钟声将响起，召唤众议院或参议院议员到议事室。在分为两组重新表决的过程中，赞同提议的议员站在议事室的右边，反对提议的议员站在议事室的左边。点票员（执政党和反对党的党鞭）点清两方面的人数，之后按照结果通过或否决提案。在众议院中议长不能投票，但是当投票结果为平局时众议院议长有权投出決定票。在参议院中由于每个参议员都是各个州的代表，为了不削减某一个州中的投票权，参议院主席允许和其他参议员一起投票（尽管实际上参议院主席很少行使此项权力）。如果投票结果为平局，参议院主席不能投决定票，同时提案也会被自动否决。
在两院就法案最终文本发生冲突时，《宪法》中规定两院可以同时解散改选——称为“双重解散”（double dissolution）。如果在选举后两院仍无法解决争端，总督可举行两院合议会议（joint sitting），由两院议员共同审议发生争端的法案并对其进行表决。至今两院合议会议只发生过一次，即1974年两院全部改选后的合议会议。除了正式的两院合议会议以外，两院议员有时也会由于其他原因举行全体会议，包括：
- 1975年至1989年之间，代表澳大利亚首都领地和北领地的参议院议席发生临时出缺时，替补参议员须由两院议员共同表决任命。这种情况一共发生过两次。现在议会已将此权力下放予两个领地的自治议会。
- 在第二次世界大战中，议会屡次举行秘密会议，其中包括三次全体会议。
- 到访外国政要对议会发表演说时，两院议员会聚集在同一议事厅听讲。

## 职责
议会的主要职责是立法和通过法案。任何一位参众两院议员都可以向众议院提交申请法案（财政法案除外）。实际上，绝大多数的法案都是由内阁成员所提出，而由其他议员所提出的法案被称为普通议员法案。所有的法案必须经上下两院通过才能正式生效。参议院拥有和众议院相同的立法权力，然而参议院只能投票通过或否决财政法案而不能对其进行修改。议会法案的法案制定程序仅为“由澳大利亚议会制定”
议会除了立法之外还兼负其他职责。议会可以对紧急事务或对公共重要问题进行讨论：这为国家的政策事务提供了辩论平台。议员可以对执政党或某个内阁成员提出不信任动议。在议会议事期期间参众两院都有一段质询时间，在这段时间里议员可以向首相或内阁成员进行责问。参众两院议员还可以就委托人的要求向议会呈递请愿书。上下两院都有一套详尽的委员会系统对法律草案进行辩论，并对相关的证据和公务员进行审查。

## 与执政政府的关系
各部部长（内阁成员）可以以非议会议员的身份接受任命，然而如果在其任命后3个月内没有当选为参议员或众议员，此内阁成员的职务将会被撤销。
此条款收录于澳大利亚宪法第64条以用于允许当时由埃德蒙·巴顿（Edmund Barton）所领导的内阁于1901年1月1日就职，尽管当时第一次大选的日期定于3月29日和30日举行。此条款在1967年12月自由党总理哈罗德·霍特（Harold Holt）失踪并认定死亡后再次生效。自由党推选当时为参议员的约翰·戈顿（John Gorton）为新领袖，他于1968年1月10日宣誓就职总理。戈顿为了补选原先霍特的众议院席位于2月1日放弃了其参议院席位，在他任职澳洲总理期间的24天中（2月1日至24日）他既非参议院也非众议院的议员。
有些时候当内阁成员在选举前从他们的议席上退休，或在任职期间的大选中丧失了议席时，他们仍保持其内阁职务直至新执政政府宣誓就职。

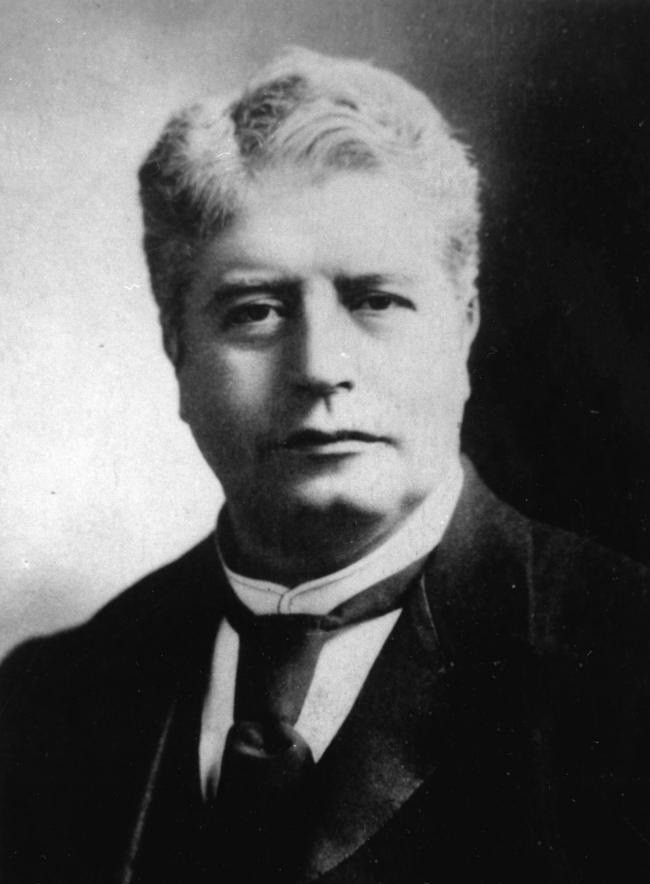
埃德蒙·巴顿 - 澳大利亚首位总理
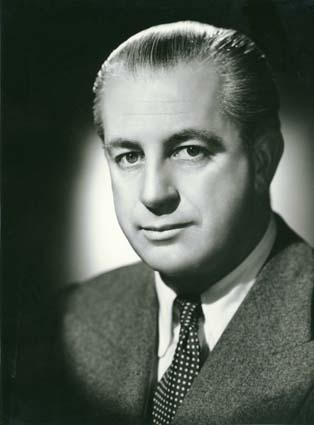
哈罗德·霍特 - 澳大利亚第17届总理
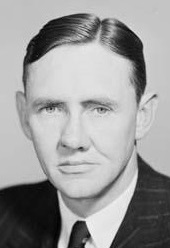
约翰·戈顿 - 澳大利亚第19届总理

## 特权
澳大利亚议会议员不享有法律豁免权：议员可以被逮捕并对其违法行为进行审判。但是议会议员享有议会特权：议员在议会所表达的任何言词都不能被起诉。这种特权延伸至媒体对任何议员在议会内发言所做的报道。议院委员会无论在哪里召开会议也同样受到特权的保护。
藐视議会是一种违法行为。任何人对议会或对其议员表示侮辱性的言语或举动都有可能被审问，如果被判有罪甚至会被监禁。2007年5月，哈里特·斯威夫特（Harriet Swift），一位来自新南威尔士州的反伐木活躍人士被判藐视议会罪。她曾冒充议会议员Gary Nairn写了些虚构的新闻稿和信件作为愚人节玩笑。